# 1937 în film
- 1936 în cinematografie — 1937 în cinematografie — 1938 în cinematografie

## Premiere
- Anul 1937 a fost un an bun pentru cineastul mexican Fernando de Fuentes Carrau; acesta a realizat, în calitatea sa de realizator total de filme (scenarist, editor și regizor) două filme de lung metraj:
  - Bajo el cielo de México - (Sub cerul Mexicului)) și
  - La zandunga

## Premii

### Oscar
- Cel mai bun film:
- Cel mai bun regizor:
- Cel mai bun actor:
- Cea mai bună actriță:
- Cel mai bun film străin:

Articol detaliat: Oscar 1937